# Frente Patriótico Manuel Rodríguez

Logo der FPMR

Die Frente Patriótico Manuel Rodríguez (FPMR), auch Frente Patriótico, war eine linksgerichtete, terroristische chilenische Untergrundorganisation. Sie kämpfte während der Diktatur Pinochets gegen das Militärregime.

## Geschichte
Die „Patriotische Front“ wurde im September 1980 von dem im Moskauer Exil in der Sowjetunion lebenden Generalsekretär der Kommunistischen Partei Chiles (PCCh), Luis Corvalán, gegründet. Die erste Aktion war ein spektakulärer Anschlag auf mehrere Hochspannungsleitungen im Jahr 1983, der in großen Teilen des Landes zu längeren Stromausfällen führte.
Am 7. September 1986 verübten 25 Mitglieder der Gruppe ein Attentat auf Pinochet, das dieser jedoch unverletzt überstand. In der Folge dieses Ereignisses wurden zwölf der Guerrilleros von der chilenischen Geheimpolizei aufgespürt und illegal hingerichtet.
1987 sagte sich die FPMR von der PCCh los. Nachdem die Regierung Aylwin während der Transition in Chile 1990 beschlossen hatte, keine Widerstandskämpfer gegen die Diktatur freizulassen, die mit Gewaltverbrechen in Verbindung gebracht wurden, entschied sich die FPMR ähnlich wie andere Gruppierungen dazu, ihren bewaffneten Kampf fortzusetzen.
Am 1. April 1991 erschoss ein vierköpfiges Kommando der FPMR den rechtskonservativen Senator und Gründer der rechtsgerichteten Partei Unión Demócrata Independiente (UDI), Jaime Guzmán, unmittelbar vor der Katholischen Universität im Herzen Santiagos. Fidel Castro unterstützte die Gruppe nach dem Attentat öffentlich.
Am 9. November 1991 entführte ein Kommando der Frente Patriótico Cristián Edwards, den Sohn des Herausgebers der marktbeherrschenden rechtskonservativen Zeitung El Mercurio. Nach 145 Tagen wurde er gegen eine Zahlung von einer Million US-Dollar Lösegeld freigelassen.
Am 30. Dezember 1996 gelang es Komplizen, die vier wegen Attentaten verurteilten FPMR-Mitglieder Pablo Muñoz Hoffman, Patricio Ortiz Montenegro, Mauricio Hernández Norambuena und Ricardo Palma Salamanca mit einem Helikopter aus einem Hochsicherheitsgefängnis in Chile zu befreien. Im September 1998 entschied die Schweiz, zwei dorthin geflüchteten Befreite nicht auszuliefern, weil Chile keine ausreichenden Garantien für ein rechtsstaatliches Verfahren gegen sie leiste. Im Oktober 1999 wurde die Gruppierung von der Liste ausländischer Terrororganisationen des U.S. Department of State gestrichen (auf der sie seit 1987 stand), nachdem zwei Jahre lang keine terroristischen Aktivitäten der Gruppe mehr festgestellt worden waren.
Im August 2005 ließ die argentinische Justiz den wegen seiner mutmaßlichen Mitverantwortung für das Attentat auf Jaime Guzmán in Chile gesuchten Galvarino Apablaza frei, weil die chilenische Justiz keine Beweise für seine Schuld vorgelegt habe. Apablaza war von 1987 bis 1990 Kommandant der FPMR. Ricardo Palma Salamanca, der die tödlichen Schüsse auf Guzmán abgegeben und nach seiner spektakulären Flucht aus dem Hochsicherheitsgefängnis 22 Jahre im Untergrund gelebt hatte, wurde im Februar 2018 in Frankreich verhaftet, das ihm und seiner ebenfalls der FPMR angehörenden Partnerin nach achtmonatiger Prüfung politisches Asyl gewährte und sie nicht an Chile auslieferte.